# 八齿碎米藓
八齿碎米藓（学名：Fabronia ciliaris），又名碎米藓，为碎米藓科碎米藓属下的一个种。